# ルフランの地下迷宮と魔女ノ旅団
『ルフランの地下迷宮と魔女ノ旅団』（ルフランのちかめいきゅうとまじょノりょだん Coven and Labyrinth of Refrain）は、日本一ソフトウェアより2016年6月23日に発売されたPlayStation Vita用コンピュータRPG。2017年9月28日にはPlayStation 4版が、2018年9月27日にはNintendo Switch版が発売された。

## 仕様
本作はオートマッピング機能があるファーストパーソンビューのターン制3DダンジョンRPGである。敵は宙に浮く黒い球体（前方に赤い丸印に下向き三角形の模様がある）で表される。戦闘は不意打ちとスタンと属性と前衛後衛の概念があるシンボルエンカウントである。
迷宮攻略は人形兵を使用して行われる。人形兵は「カブン」という部隊が最大5つで構成された旅団を組んで行動する。コマンドはカヴン単位で指示を出す。1つのカヴンは1体から3体まで所属されるが、カヴンの所属数上限および使用できる技能は各カヴン結魂書の種類によって違う。人形の作成は拠点で人形の素体と魂の小瓶を一体につき一つずつ消費して製作する。製作時には人形の名前、ファセット（職業）と性別（性別選択が出来ないファセットも存在する）、音声タイプ、性格、成長タイプ（3種類）、スタンス（攻撃と防御のどちらを重視するか）（3種類）、初期保有スキルを設定する。
カラザの井戸及び小部屋以外から帰るとその脱出方法に応じて持ち帰るアイテムやマナをいくつか落とすなどのペナルティが付き、全滅による強制帰還の場合は部位破損状態が発生する。部位は頭、右腕、左腕、胴、足の5つに分けられており、利き腕の概念があり、クリティカルゴアという部位破壊攻撃を受けたりするなどして破壊される。部位破損が起きるとそれに応じたHPの上限の減少と、それと同じ値のダメージを受け、その部位に依存する技能に制限が掛かる。頭部を破壊されると蘇生不可能な即死となる。人形の修復には拠点で専用の素材もしくは銀貨を消費して行われる。
出撃にはリインフォースというコストを支払って行える。出撃に必要なリインフォースは手持ちカブンの編成状態によって変動する。リインフォースは壁壊しや脱出口・リスタート地点（どちらかの用途で一度使うと消滅する）の作成、敵に発見されづらくなる能力、敵を呼び寄せる能力を使う際にも使用される。補充はダンジョンから出た時に全回復する他、マナを入手した時に回復する事がある。
システムの開放やゲーム難易度の変更、カルマ値の除去などはマナを支払って魔女嘆願を行う必要がある。マナは迷宮内でマナ溜まりや壁に触れると入手できる他、錬金釜でアイテムを分解することで得ることができる。マナは地上に戻る度に拠点に貯蓄されるが、魔女嘆願で迷宮内への持ち込みができるようになる。マナを多く持っているとレアなアイテムが手に入りやすくなるが、過分に持ちすぎると悪いことが起こりやすくなる。

## ストーリー
ある日辺境の地、ルフラン市に魔女ドロニアとその弟子ルカがやってくる。
その目的はその地を治める領主代行の依頼による地下迷宮の完全攻略。領主代行には名のしれた厄の魔女バーバ・ヤーガと名乗り偽名としてドロニアと呼ぶよう告げる。
魔女とバレないように地下迷宮への入口の井戸がある広場の中央に馬車を置きそこで不定期の人形劇を行い旅の一座と偽装しつつ地下迷宮の攻略に挑む。
地下迷宮は多くの人々が攻略に挑み、一人を除きその地から帰らなかった人類未踏の地。
人間には毒になる濃度の濃いマナと地下迷宮に潜む数々のモンスターにより人間が踏みいればたちまちに命を落としてしまう。そこでドロニアは攻略の為に妖路歴程(ようろれきてい)とそれが指揮する人形を使い攻略を進めていく。

## 登場キャラクター
ドロニア
声 - 仙台エリ
『夕闇の魔女』の二つ名を持つ、長い黒髪に巨乳でスレンダーな体躯の義足の魔女。ハルツ王国の宮廷魔女。大魔女バーバ・ヤーガを自称する。ペトローネが出したバーバ・ヤーガへの地下迷宮調査の依頼を受けてルカとともにルフラン市にやってきた。怒りっぽく、良くも悪くも率直な物言いで、ルカに度々鉄拳制裁を食らわす。マナの流れを弄る事で相手をある程度自分の言いなりにさせる能力を持ち（もっともこれはマナを操る才能がある魔女なら誰でも出来る魔法である）、その力を行使する際には目が夕闇色に光る。極度の方向音痴で度々迷子になる上に、相手に証書を書かせるのを失念したり呪詛返しを食らうなど詰めが甘い一面もある。ルフラン市滞在中は不定期にカラザの井戸のガゼボの横で住居にしている馬車にて後味が悪いシナリオの人形劇を上演している。
ルカ
声 - 種﨑敦美
ドロニアの弟子である幼女。単語を復唱する癖がある。作った人形に魂を込めて魔法生物にする能力の持ち主。
妖路暦程（ようろれきてい）
プレイヤーの分身である存在。冒頭で世界の狭間を彷徨う魂が何者かの手引きによってこの本に宿った。ルカからは「レキテーちゃん」と呼ばれる。
ルフランの地下迷宮を踏破した男が狂気状態で七日七晩ぶっ通しで書き続け、男はその直後に死亡した、という言い伝えが残る、黒塗りの頁で構成された本。ルフランの地下迷宮の攻略には欠かせない物であり、過去には血みどろの争奪戦が起きたとされる。迷宮の探索が進むごとに頁に魔女文字で内容が記され、入手したアイテムは地上で本を開くことによって実体化する。
ネルド
声 - 福島潤
迷宮探索者であり、ドロニア一行に迷宮探索から手を引くように警告する銀髪の貴族風の青年。その本来の姿はフクロウの妖であり、人型の時も尻尾が生えている。
中盤でドロニアの度重なる失態に危なっかしさを感じ、ルカへのとある特別な感情もあってドロニア一行に協力することになる。ちなみに、彼の目的はドロニアとは利害が発生しないものであり、幼女趣味は無いとの事。
ペトローネ
声 - 佐々健太
ルフラン市一番の大商会であるペトローネ商会の会長であり、領主が失踪して以来領主代行を勤める太った男。ドロニア一行に地下迷宮の探索と、地下迷宮から秘宝を持ち帰るように依頼した。彼が領主代行になってから、早朝に前日の夜に死亡した人を葬式告知人に町中に告知させる習慣を始めた。
マリエッタ
声 - 桑原由気
修道院に身を置く長い赤髪の修道女。火傷の痕を眼帯で隠している。表向きは芋や固いパンを主食とした清貧を装っているが、その実はドロニアを性的に襲ったり肉食や飲酒をしたりする破戒僧。本人曰く、祖母は薬の調合で生計を立てていた魔女だった。

## 用語
テネス
今作の舞台となる世界。マナの濃度が低く、魔法は幽かにしか存在しない。宮廷付きの魔女がいるが、辺境の地では魔女は偏見を持たれており迫害の対象である。
ルフラン市
王都から西に山脈を三つ越えた場所にある、一番近くの町から馬車で6日半かかる辺境の街。通貨はシエル銀貨というドロニアが聞いたことが無い通貨であり、市井の人は王都や隣町の名前すら知らず、ペトローネすら王都の金貨の価値がわからない、隔絶された街。紋章は沢蟹。なお、兵士はいるが、武器の需要は無い。自給自足出来る環境とは思えないのに、街の外からの物資の搬入が無いのに生活や経済が成り立っているという謎だらけの街。
穢レ人に殺されるのを防ぐため、住人は夕刻を告げる3度の鐘がなった後は外出しない。葬式告知人による死亡告知のラッパが早朝の合図。
ルフランの地下迷宮
ルフラン市西区の広場にある「カラザの井戸」を出入り口にして、ルフラン市の地下に広がる広大な迷宮。呪いの瘴気に溢れており中にいるだけで人は半刻と生きていられない。その由来は全く判明しておらず、宝物や魔王の存在など様々な憶測が噂されており、これまで公式非公式合わせて数多の冒険者が攻略に挑んだが、生還できたのは公式には入り口付近で引き返した10名程度。
複数の異世界を繋ぎ合わせた構造になっており、「小部屋」と呼ばれる構造物で各異世界が繋がっている。
穢レ人
ルフラン市に夜中に人を攫う人型の異形。攫われた人は死亡する。マナの流れがグチャグチャでドロニアに意思が読み取れなかったり、町の外から来た人には興味を示さないなど、由来も存在理由も謎。
人形兵
今作でダンジョンの攻略に使用される魔法生物（マナニア）。マナが濃い場所でないと実体化できないため、地下迷宮内でしか実体化・活動できない。製作には人形の素体と、その中に入れる魂が必要。

## 主なスタッフ
- ディレクター・シナリオ：泉達也
- キャラクターデザイン：原田たけひと
- 音楽：佐藤天平

## 評価
発売以降好評につき各地で品切れとなり、日本一ソフトウェアは2016年6月27日に品薄状況に対する謝罪文を発表し、キャラクターデザイナーの原田によるイラストと、ディレクターの泉からのメッセージを掲載した。同年7月8日には累計出荷本数が5万本を突破したことが発表された。2016年の日本一ソフトウェアの作品で特にヒットしたのが本作品であり、2017年2月時点での販売数は7万本を越えている。
「電撃オンラインアワード2016」CS部門第16位。